# جان کاتکو
جان کاتکو (انگلیسی: John Katko؛ زادهٔ ۹ نوامبر ۱۹۶۲) سیاست‌مدار اهل ایالات متحده آمریکا است. عضو مجلس نمایندگان ایالات متحده آمریکا از حزب جمهوری‌خواه (ایالات متحده) است که از سال ۲۰۱۵ از حوزه انتخابیه بیست و چهارم نیویورک به نمایندگی انتخاب شد. وی از ۲۰۱۵ دستیار دادستان ایالات متحده آمریکا است و در سمت مدیر بخش جنایات سازمان یافته در دفتر وکالت سیراکیوس خدمت کرده‌است.